# 長堀村
長堀村（ながほりむら）は、かつて新潟県南蒲原郡にあった村。

## 沿革
- 1889年（明治22年）4月1日 - 町村制の施行により、南蒲原郡長沢村、荻堀村、原村、桑切村、広手新田村、駒込村、笹巻村、大沢村及び大平村の区域をもって、南蒲原郡長堀村が発足する。
- 1901年（明治34年）11月1日 - 南蒲原郡笹岡村、長堀村、大浦村及び高島村が合併して、南蒲原郡長沢村が発足する。